# Hillview Reservoir
Hillview Reservoir – zbiornik retencyjny na terenie stanu Nowy Jork oraz hrabstwa Westchester, należący do sieci wodociągowej miasta Nowy Jork. Zbiornik został oddany do użytku w 1917 r. 
Powierzchnia zbiornika wynosi 164 akry (0,66 km2), a wysokość lustra to 90 m n.p.m. Brak danych USGS odnośnie do średniej i największej głębokości.
Zbiornik zlokalizowany jest w niewielkiej odległości od Nowego Jorku, bezpośrednio transportuje wodę do miejskich wodociągów. Otrzymuje wodę z Kensico Reservoir poprzez Akwedukt Delaware.